# Chepseskaf-ânkh
Chepseskaf-ânkh ([le roi] Chepseskaf peut vivre) est un ancien médecin et prêtre égyptien. Il était le chef des médecins de la Haute et de la Basse-Égypte et a servi la maison du roi à la Ve dynastie. 
Sa tombe a été découverte par des archéologues tchèques à Abousir en 2013. 
Chepseskaf-ânkh détenait un certain nombre de titres importants, beaucoup d'entre eux liés à son poste de médecin à la cour royale, mais il détenait également plusieurs titres sacerdotaux importants. Ses titres sont : 
- ami du roi
- surveillant des substances curatives de la grande maison (ce titre n'était jusqu'à présent pas encore attesté)
- prêtre-ouâb du roi
- grand des médecins de Haute et Basse-Égypte
- prêtre de Rê à Nekhenrê (Nekhenrê est le nom du temple du soleil du roi Ouserkaf)
- prêtre de Rê à Setibrê (Setibrê est le nom du temple du soleil du roi Néferirkarê II)
- prêtre de Rê à Sésepibrê (Sésepibrê est le nom du temple du soleil du roi Niouserrê)
- prêtre d'Horus de Shénout
- prêtre de Héka
- prêtre d'Hathor en tous lieux
- prêtre de Khnoum, qui est le premier dans la maison de vie et dans la maison de protection
- prêtre de la couronne rouge
- gardien des secrets du roi
- médecin de la grande maison[2]

La tombe de Chepseskaf-ânkh a été découverte à Abousir. Il s'agit d'un mastaba avec huit puits funéraires. Le mastaba mesure 21,90 × 11,50 m. Il subsiste encore environ 1,6 m de haut. Les murs extérieurs étaient en pierre. Du côté est, il y a une chapelle culte. La seule partie décorée est une fausse porte portant les titres de Chepseskaf-ânkh et le montrant debout.